# Menon (slak)
Menon is een geslacht van weekdieren uit de klasse van de Gastropoda (slakken).

## Soort
- Menon anceps Hedley, 1900